# I signori del rum
I signori del rum (Cane) è una serie televisiva statunitense creata da Cynthia Cidre e trasmessa a partire dal 25 settembre sulla CBS. La serie subì una pausa della messa in onda in seguito allo sciopero degli sceneggiatori del 2007-2008 e venne cancellata definitivamente il 14 maggio 2008.
In Italia la serie è stata trasmessa a tarda notte da Rai Due dal 4 agosto al 1º settembre 2010.

## Trama
La serie segue le vicende della ricca famiglia Vega, di origine cubana, che gestisce un commercio di rum e canne da zucchero nel sud della Florida.

## Personaggi e interpreti
- Alex Vega, interpretato da Jimmy Smits.
- Pancho Duque, interpretato da Héctor Elizondo.
- Frank Duque, interpretato da Nestor Carbonell.
- Amalia Duque, interpretata da Rita Moreno.
- Isabel Duque Vega, interpretata da Paola Turbay.
- Henry Duque, interpretato da Eddie Matos.
- Jaime Vega, interpretato da Michael Trevino.
- Katie Vega, interpretata da Lina Esco.
- Artie Vega, interpretato da Samuel Carman.
- Rebecca Vega, interpretata da Alona Tal.
- Ellis Samuels, interpretata da Polly Walker.

## Episodi
| Stagione       | Episodi | Prima TV originale | Prima TV Italia |
| -------------- | ------- | ------------------ | --------------- |
| Prima stagione | 13      | 2007               | 2010            |